# BMW V12 LMR

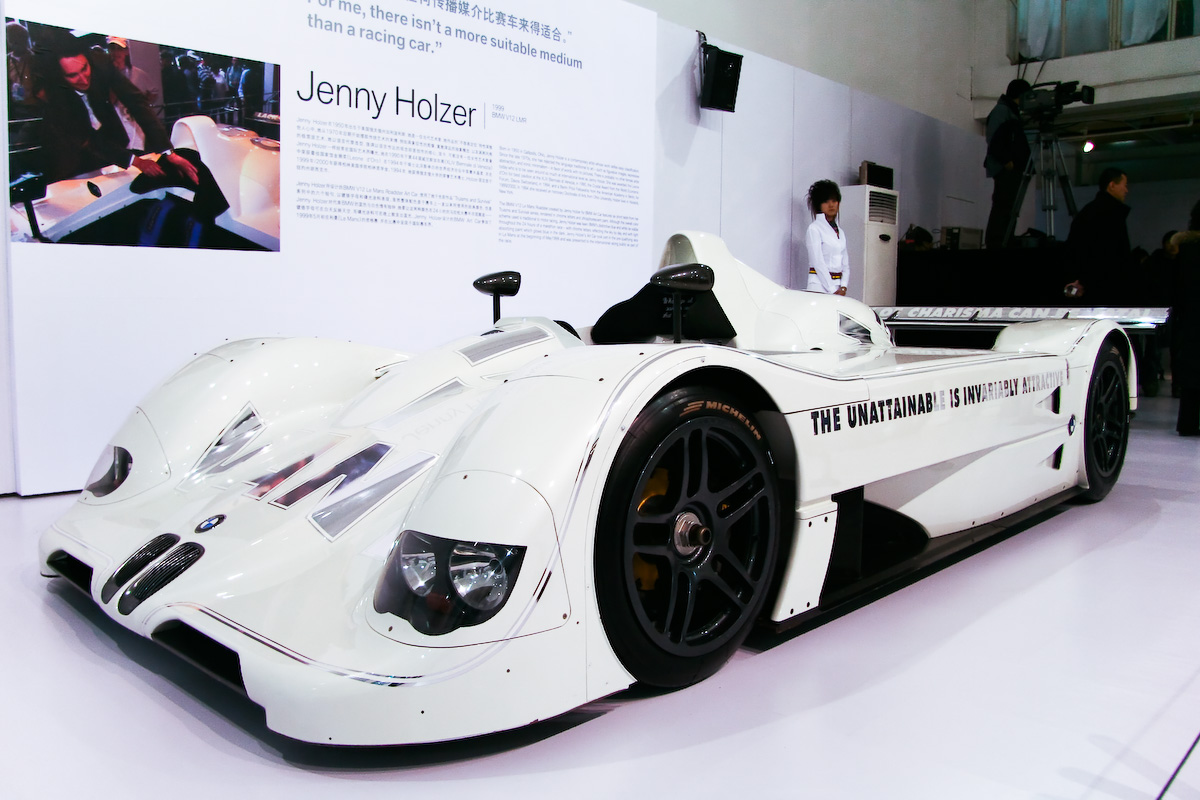
BMW V12 LMR en exhibición.

El BMW V12 LMR fue un prototipo de Le Mans construido para carreras de resistencia de 1999 al 2000. Se construyó conjuntamente entre Williams y BMW Motorsport después del fracaso del V12 LM. Es conocido por su victoria en las 24 Horas de Le Mans de 1999.

## Desarrollo
Después del V12 LM en 1998, BMW tomo una radical decisión de reorientar su proyecto y reemplazar rápidamente sus V12 LM por el nuevo V12 LMR. Este retuvo algunas estructuras básicas del V12 LM mientras toda la carrocería fue hecha desde cero. Los conductos de refrigeración que fue el principal problema del coche anterior fueron puestos en la parte superior del coche. Un total de cuatro coches fueron construidos por Williams en el Reino Unido.
Internamente se retuvo el mismo motor BMW S70 V12 de 6.1 litros del V12 LM. También retuvieron al equipo Schnitzer Motorsport quien se encargó de correr el equipo no solo en las 24 Horas de Le Mans, sino en la nueva American Le Mans Series de 1999.

## 1999
Debutó en las 12 Horas de Sebring de 1999 con dos autos. Fueron muy rápidos en la ronda de clasificación, tomando la pole position. En las 6 primeras horas de carrera, ambos autos se encontraban al frente. Uno de los V12 LMR sufrió un accidente, dañando el vehículo al punto de tener que retirarse de la carrera. Mientras tanto, el segundo V12 LMR se llevó la victoria general.
Desde Sebring volvieron a Europa con tal de preparar la carrera de las 24 Horas de Le Mans. A principios de mayo, aparecieron tres V12 LMR. A diferencia de Sebring, los V12 LMR se enfrentarían a los prototipos de cabina cerrada, los cuales teóricamente serían más rápidos a una solo vuelta, solo con el combustible suficiente para ello. Incluso en su aparente revés durante la sesión de práctica, un V12 LMR tomó la cuarta posición, por detrás de los Toyota GT-One y un Panoz.
En la clasificación, los dos V12 LMR mostraron su desempeño, alcanzando el 3.er y el 6.º lugar, otra vez batidos por los GT-One. En la carrera, corrían rápidos, sobreviviendo a los numerosos rivales de cabina cerrada quienes sufrieron dificultades, incluido Mercedes-Benz, Nissan, Toyota, y Audi. En la segunda mitad de carrera, los principales competidores del BMW estuvieron a la par con el Audi R8 y un solitario Toyota GT-One. En horas cercanas al final, el V12 LMR que se encontraba en posición 17.° (manejado por J. J. Lehto) chocó fuertemente en una curva, como resultado de un acelerador atascado. Dos V12 LMR quedaron en pista, uno de ellos en la primera posición. El Toyota persiguió al BMW en la hora final de carrera, hasta que el primero sufrió un pinchazo a alta velocidad, permitiendo solidificar su liderato. El equipo conformado por Joachim Winkelhock, Pierluigi Martini, y Yannick Dalmas, fue exitoso en brindar la victoria del V12 LMR a una vuelta por delante del GT-One. El segundo BMW, del equipo Price+Bscher, fue quinto a 30 vueltas.
Siguiendo el éxito de las 24 Horas de Le Mans, el equipo decidió volver a América del Norte a terminar la temporada de la American Le Mans Series. En Sears Point Raceway, el dúo de BMW volvió a ganar. En las cuatro últimas carreras, el BMW ganó dos y perdió dos veces contra los Panoz americanos. Con cuatro victorias incluidas, decidieron volver a Europa, luego de ocurrido Sebring y perdiéndose dos fechas. BMW fracasó en el campeonato de equipos, perdiendo contra Panoz por solo dos puntos.

## 2000
Para el año 2000, la alianza de BMW con Williams se embarcó a la Fórmula 1, con BMW como suministrador de motores para el equipo inglés. Esto fue decidido con anterioridad por BMW que la compañía se concentraría la Fórmula 1 en el futuro, y no volver a Le Mans a intentar seguir su victoria. De todos modos, para que los V12 LMR no se perdieran, BMW decidió correr la temporada completa de la American Le Mans Series antes de que fueran retirados.
Empezando la temporada en Sebring, los BMW se encontraron de pronto nuevos rivales, con Audi debutando la segunda generación del Audi R8 LMP. Calificaron 5.º y 6.º detrás de ambos Audi y ambos Panoz. Durante la carrera tuvieron mejor desempeño que los Panoz, pero hubo dificultades al competir con los Audi. BMW se vio forzado a terminar 3º y 4º detrás de ellos.
En las siguientes rondas, Audi intentó perfeccionar el modelo R8 para Le Mans y decidieron correr con el R8R. Esto permitió a BMW llevarse la victoria en Charlotte y en Silverstone. En Nürburgring, la casa de BMW, fueron derrotados por Panoz, pero terminaron antes que los R8.
Volviendo a América, con Audi llevándose la victoria en Le Mans, los V12 LMR fueron forzados a competir contra los R8 durante el resto de la temporada. En las cuatro rondas siguientes, BMW no lograría una posición mejor que un segundo lugar detrás del Audi, el cual ganó cada carrera.
Para Petit Le Mans, BMW sacó un chasis #004, que solo corrió en los ensayos de Le Mans en 1999. Los V12 LMR sufrieron percances durante la carrera, incluyendo que uno de los autos volara sobre las barreras laterales. El mejor ubicado fue 5.º.
En las últimas dos rondas americanas, BMW no logró ninguna victoria, lo que hizo decidir al equipo no viajar a Australia para la última fecha. En su lugar, retiraron los autos y se concentraron en la Fórmula 1, primero como proveedores de motores de Williams y luego con un equipo propio, BMW Sauber. BMW se llevó el segundo lugar en el campeonato por equipos detrás de los dominadores Audi en ALMS. A diferencia de los V12 LM, los V12 LMR no se vendieron a privados después de su retiro.